# BCG védőoltás
A BCG (Bacillus Calmette–Guérin) védőoltás olyan vakcina, amelyet elsősorban a tuberkulózis elleni védekezés céljából használnak.  Azokban az országokban, ahol a tuberkulózis gyakori, ajánlott az egészséges csecsemőket a születés után a lehető leghamarabb beoltani. Magyarországon 1953 óta kötelező beadni az újszülötteknek.

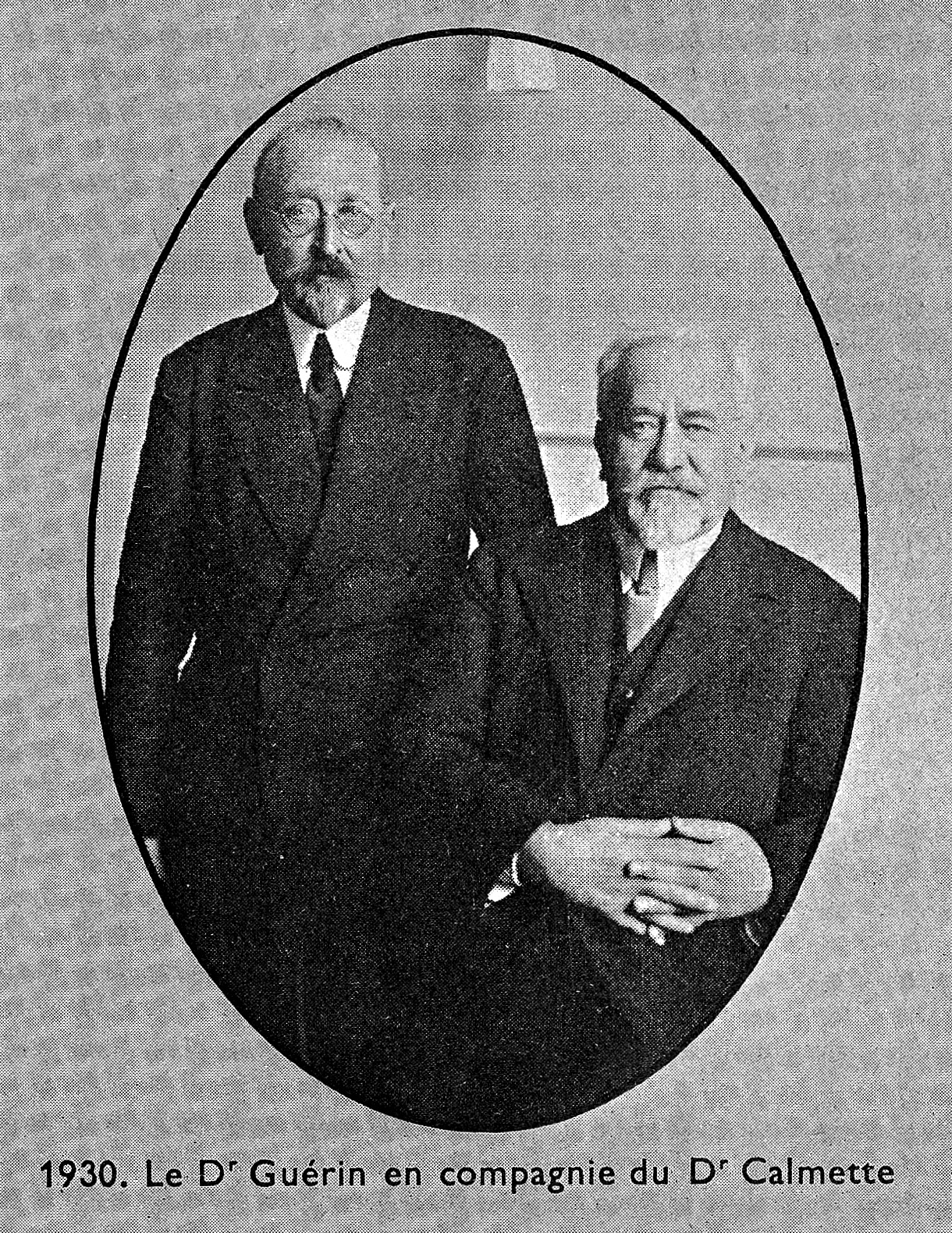
A Bacillus Calmette-Guérin nevű Mycobacterium bovis baktérium felfedezői, Camille Guerin és Albert Calmette

A HIV-fertőzött csecsemőket nem szabad beoltani. Azokban a térségekben, ahol a tuberkulózis nem elterjedt betegség, általában csak a magas kockázatnak kitett kisbabákat immunizálják, és a tbc-gyanús eseteket egyénileg vizsgálják ki és kezelik. Azok a felnőttek is beolthatók, akik nem fertőzöttek, és korábban még nem kaptak védőoltást, azonban gyakran ki vannak téve a gyógyszereknek ellenálló tuberkulózisnak. Az oltóanyagot gyakran használják a húgyhólyagrák kezelésére is.
A tbc-fertőzés elleni védettségi arány igen változó lehet, és az oltóanyag hatása szintén változó mértékben az idővel jelentősen csökken: kb. 15 év után a felére. A gyermekek körében körülbelül 20%-uk esetében megelőzi a fertőződést, a megfertőzöttek felénél pedig megakadályozza a betegség kialakulását. A védőoltást bőrbe (subcutan) adják. A további dózisok hatékonyságát bizonyítékok nem támasztják alá.
Súlyos mellékhatások ritkán fordulnak elő. Az oltás helyén gyakran bőrpír, duzzanat és enyhe fájdalom jelentkezik. Kisebb fekély is kialakulhat, mely a gyógyulást követően heget hagy hátra. A mellékhatások gyakoribbak és esetleg súlyosabbak lehetnek a gyenge immunrendszerrel rendelkező személyek esetében. Terhesség esetén az oltást nem biztonságos beadni. Az oltóanyagot eredetileg a szarvasmarhákban megtalálható Mycobacterium bovis nevű baktériumból fejlesztették ki. A baktérium le van ugyan gyengítve, de az oltóanyag az élő vakcinák közé tartozik.
A BCG védőoltást elsőként 1921-ben alkalmazták orvosi célra. Az oltóanyag szerepel az Egészségügyi Világszervezet alapvető gyógyszereket tartalmazó listáján, amely az egészségügyi alapellátásban szükséges legfontosabb gyógyszereket sorolja fel. Évente mintegy 100 millió gyermeket oltanak be.

## Fordítás
- Ez a szócikk részben vagy egészben  a   BCG vaccine című angol Wikipédia-szócikk ezen változatának fordításán alapul.  Az eredeti cikk szerkesztőit annak laptörténete sorolja fel. Ez a jelzés csupán a megfogalmazás eredetét és a szerzői jogokat jelzi, nem szolgál a cikkben szereplő információk forrásmegjelöléseként.